# Аратика
Аратика (фр. Aratica) — атолл в архипелаге Туамоту (Французская Полинезия). Атолл расположен в 47 км к северу от атолла Факарава и в 35 км к северо-востоку от атолла Кауэхи.

## География
В центре атолла расположена лагуна. В северной и южной частях Аратика есть два прохода, соединяющих лагуну с океаническими водами.

## Население
В 2017 году численность постоянного населения Аратики — 225 жителей. Главное поселение — деревня Папарара. На острове есть взлётно-посадочная полоса.

## Административное деление
Административно подчиняется коммуне Факарава.